# روني ستيرن
روني ستيرن هو لاعب هوكي الجليد كندي، ولد في 11 يناير 1967 في سانت أغاث دس مونتس في كندا.

## وصلات خارجية
- روني ستيرن على موقع دوري الهوكي الوطني (الإنجليزية)
- روني ستيرن على موقع قاعة مشاهير الهوكي (لاعب أن.إتش.أل) (الإنجليزية)
- روني ستيرن على موقع EliteProspects.com (الإنجليزية)
- روني ستيرن على موقع HockeyDB.com (الإنجليزية)
- روني ستيرن على موقع Hockey-Reference.com (الإنجليزية)